# Nationalpark Sow Tigra
Der Nationalpark Sow Tigra, originalsprachlich Nazionalny park «Sow Tigra»  (russisch Национальный парк «Зов Тигра»), ist ein Nationalpark im Föderationskreis Ferner Osten in Russland. Er wurde im Juni 2007 ausgewiesen und umfasst eine Fläche von 82.152 Hektar.

## Entstehung
Beim Nationalpark Sow Tigra handelt es sich um den ersten Nationalpark im Fernen Osten Russlands. Wenige Tage später wurde nördlich der Nationalpark Udegejskaja Legenda eingerichtet. Beide Nationalparks dienen vor allem dem Schutz des Sibirischen Tigers, auf den sich der Name Sow Tigra („Ruf des Tigers“) bezieht. Sie umfassen zusammen rund ein Achtel der Region Primorje. Der Ausweisung der Schutzgebiete gingen über 20 Jahre Planung voraus, an der der WWF maßgeblich beteiligt war. Währenddessen bestand die Gefahr, dass die Holzwirtschaft die bedeutenden Kiefern-Mischwälder der Region abholzen hätte können.